# Tim Frazier
Tim Frazier (ur. 1 listopada 1990 w Houston) – amerykański koszykarz, występujący na pozycji obrońcy, od 2023 zawodnik SIG Strasburg.
18 lutego 2016 został zwolniony przez Portland Trail Blazers. 27 lutego powrócił w szeregi drużyny Maine Red Claws. 16 marca podpisał 10-dniową umowę z New Orleans Pelicans.
21 czerwca 2017 trafił do Washington Wizards w zamian za 52 numer draftu 2017.
22 września 2018 dołączył do 20-osobowego składu Milwaukee Bucks na obóz treningowy. 15 października został zwolniony. 2 dni później znalazł zatrudnienie w New Orleans Pelicans. 28 lutego 2019 został zwolniony.
19 marca 2019 podpisał kontrakt do końca sezonu z Milwaukee Bucks. 6 lipca dołączył do Detroit Pistons. 6 lutego 2020 opuścił klub.
4 stycznia 2021 podpisał 10-dniową umowę z Memphis Grizzlies. 14 kwietnia zawarł kolejny identyczny kontrakt z Glizzlies. 24 kwietnia przedłużył umowę z Grizzlies do końca sezonu. 21 grudnia 2021 zawarł 10-dniowy kontrakt z Orlando Magic. 25 lutego 2022 trafił na 10 dni do Cleveland Cavaliers. 31 marca 2022 podpisał 10-dniowa umowę z Los Angeles Clippers.
24 sierpnia 2022 został zawodnikiem greckiego AEK-u Ateny.
21 lutego 2023 dołączył do francuskiego SIG Strasburg.

## Osiągnięcia
Stan na 9 października 2023, na podstawie, o ile nie zaznaczono inaczej.
NCAA
- Uczestnik turnieju NCAA (2011)
- Laureat nagrody – Big Ten Sportsmanship Award (2014)
- Zaliczony do:
  - I składu:
    - Big Ten (2012)
    - defensywnego Big Ten (2012)
    - turnieju:
      - Barclays Center Classic (2014)
      - Hall of Fame Tip-Off Naismith Bracket (2012)

  - III składu Big Ten (2014)
  - Academic All-Big Ten (2010–2013)

D-League
- MVP sezonu (2015)
- Debiutant Roku (2015)
- Wybrany do:
  - I składu:
    - D-League (2015)
    - debiutantów D-League (2015)

  - II składu obrońców NBA D-League (2015)
  - III składu turnieju NBA D-League Showcase (2015)
- Uczestnik meczu gwiazd D-League (2015)